# Góra (Wójtowa)
Góra – część wsi Wójtowa w Polsce, położona w województwie małopolskim, w powiecie gorlickim, w gminie Lipinki.
W latach 1975–1998 Góra administracyjnie należała do województwa krośnieńskiego.
Wierni kościoła rzymskokatolickiego należą do parafii św. Bartłomieja Apostoła.